# Florence Macfarlane
Florence Geraldine Macfarlane también conocida como "Muriel Muir" (5 de octubre de 1867 - 28 de octubre de 1944) fue una enfermera, militante sufragista y miembro de la Unión Social y Política de Mujeres (WSPU por sus siglas en inglés) que mantuvo una huelga de hambre en la prisión de Winson Green, en Birmingham en 1912 y que fue galardonada con la medalla de huelga de hambre de la WSPU.

## Biografía
Nació en 1867 en Leith, Midlothian, Escocia, y fue una de los al menos doce hijos de Marian Elizabeth de soltera Newton (1841–1883) y John Macfarlane (1837–1903). La segunda hija de la pareja, Florence Macfarlane, a veces utilizaba el seudónimo de Muriel Muir para participar activamente en el movimiento del sufragio. Su hermana mayor era la también sufragista Edith Marian Begbie (1866-1932). En 1856, John Macfarlane se incorporó a la empresa familiar de fabricación de productos de tela metálica y que se convirtió luego en fabricante de papel. El censo de 1881 muestra que para ese año la familia se había mudado a Edimburgo. A medida que sus negocios se volvían más rentables, John Macfarlane fundó un periódico liberal y sus principios liberales pueden haber influido en sus hijas aposteriori. En 1901, Florence era una matrona del hospital que dirigía un hospital privado para mujeres en 2 Archibald Place en Edimburgo con dos de sus hermanas menores. 

## Militancia

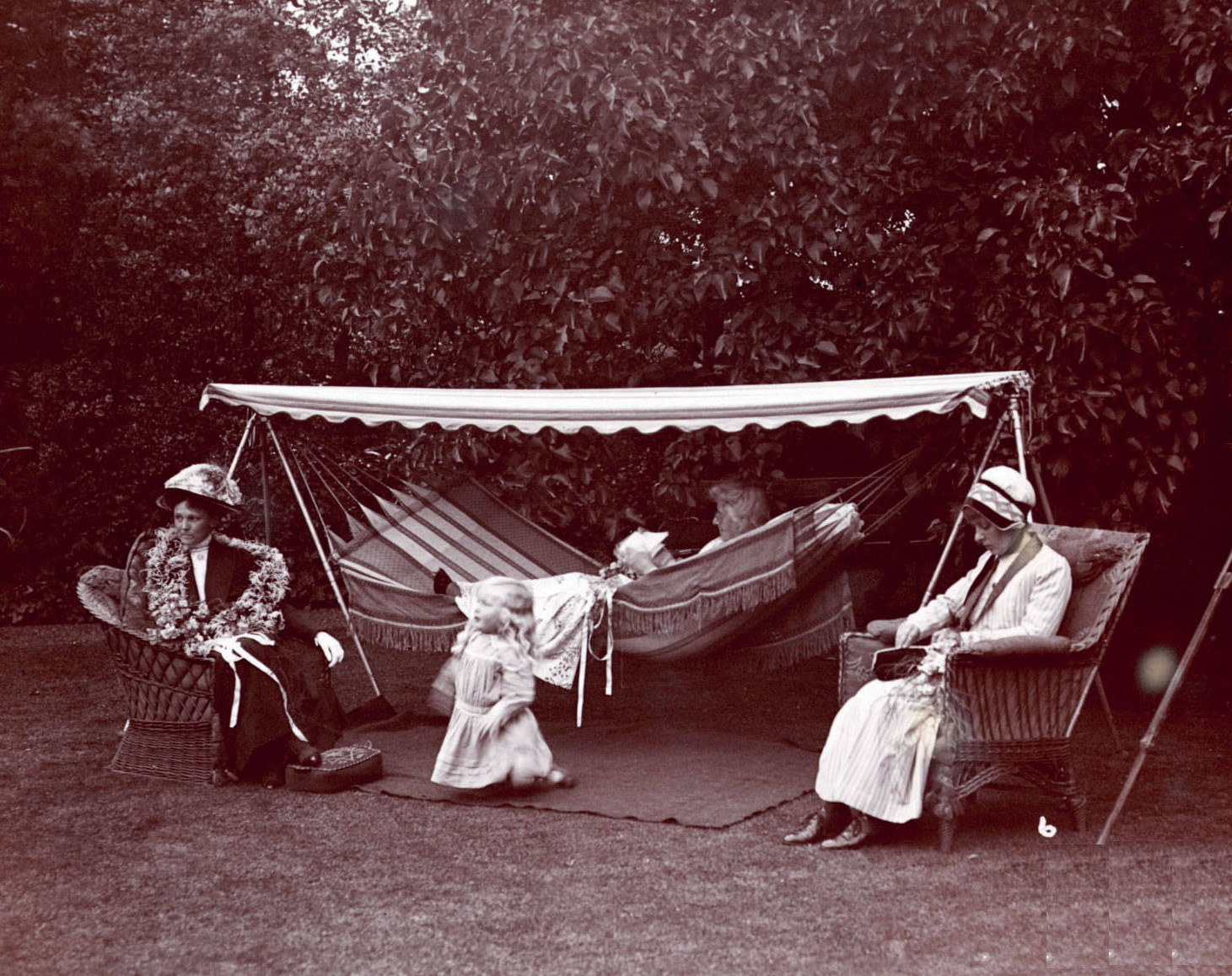
Sufragistas en huelga de hambre descansando en el jardín de Dorset Hall c.1912 De izquierda a derecha: Edith Marian Begbie, Paul de tres años, hijo de Rose Emma Lamartine Yates, Gertrude Wilkinson y Florence Macfarlane

Macfarlane formaba parte del personal de la sucursal de la Unión Social y Política de Mujeres en Belfast Con su hermana, fue arrestada mientras participaba en el Black Friday el 18 de noviembre de 1910 y compareció ante el tribunal de Bow Street Magistrates 'Court al día siguiente cuando se retiraron los cargos en su contra. Ella volvió a comparecer ante el tribunal en marzo de 1912 por romper una ventana en High Street en Kensington cuando fue detenida y enviada a juicio. Entonces dio su dirección como Nethergate número 61 en Dundee. Conocida como "la huelguista de hambre de Dundee", durante su encarcelamiento en la prisión de Winson Green en Birmingham Macfarlane hizo huelga de hambre junto con Gertrude Wilkinson y su hermana Edith Begbie. Cuando salieron de la prisión, ambas hermanas estaban enfermas y parecían muy frágiles; Florence continuó con su campaña militante por el sufragio femenino en su liberación, pero Edith Begbie no volvió a ser arrestada.
En la fotografía de grupo que se muestra, Begbie está a la izquierda con Wilkinson en el centro y Macfarlane a la derecha. El niño arrodillado frente a la hamaca es Paul Lamartine Yates, de tres años, hijo de Rose Emma Lamartine Yates, Secretaria Organizadora y Tesorera de la sucursal de Wimbledon de la WSPU y en cuya casa, Dorset Hall en Merton Park se tomó la fotografía. alrededor de 1912.

## Últimos años
En 1915 Macfarlane dejó el Reino Unido y se fue a los Estados Unidos, siendo incluido en el registro del barco como sanador mental y llegó a Nueva York el 24 de mayo de 1915. En Estados Unidos también trabajó como periodista de revistas. Se convirtió en Secretaria Honoraria del Six Point Group, un grupo de campaña feminista británico fundado por Lady Rhondda y otros en 1921 para presionar por cambios en la ley del Reino Unido en seis áreas clave relacionadas con la desigualdad entre hombres y mujeres y los derechos de las mujeres. el niño. El 16 de enero de 1923 regresó a Londres desde Beira y vivía en 26 Frognal Lane en Hampstead.
Un artículo de The Vote publicado el 23 de junio de 1933 reproducía una carta al Times que Macfarlane había firmado o a otras personas como secretaria honorario del Six Point Group. El archivo de la Universidad de Liverpool contiene una gran cantidad de correspondencia del Six Point Group de 1933, donde están involucrados en el caso de personal femenino que pierde su trabajo al casarse. En una carta, Macfarlane invita a un Dr. Miller a una próxima cena de sufragistas y en la que sugiere una reunión con Charlotte Marsh. En 1934 fue Secretaria Internacional Honoraria del Six Point Group en la Maison Internationale de Ginebra. Posteriormente vivió en Brookfield n.º 31, West Hill, N6.
Florence Geraldine Macfarlane regresó a Los Ángeles en California en 1939, momento en el que su historial médico la describía como sufriendo “extrema inquietud y nerviosismo”. Murió en Los Ángeles en octubre de 1944. 